# SO Châtellerault
Stade Olympique Châtellerault là một đội bóng đá Pháp thành lập năm 1914. Đội có trụ sở tại Châtellerault, Nouvelle-Aquitaine, Pháp. Đội chơi tại Stade de la Montée Rouge ở Châtellerault, có sức chứa 8.033.